# Apc (Ungarn)

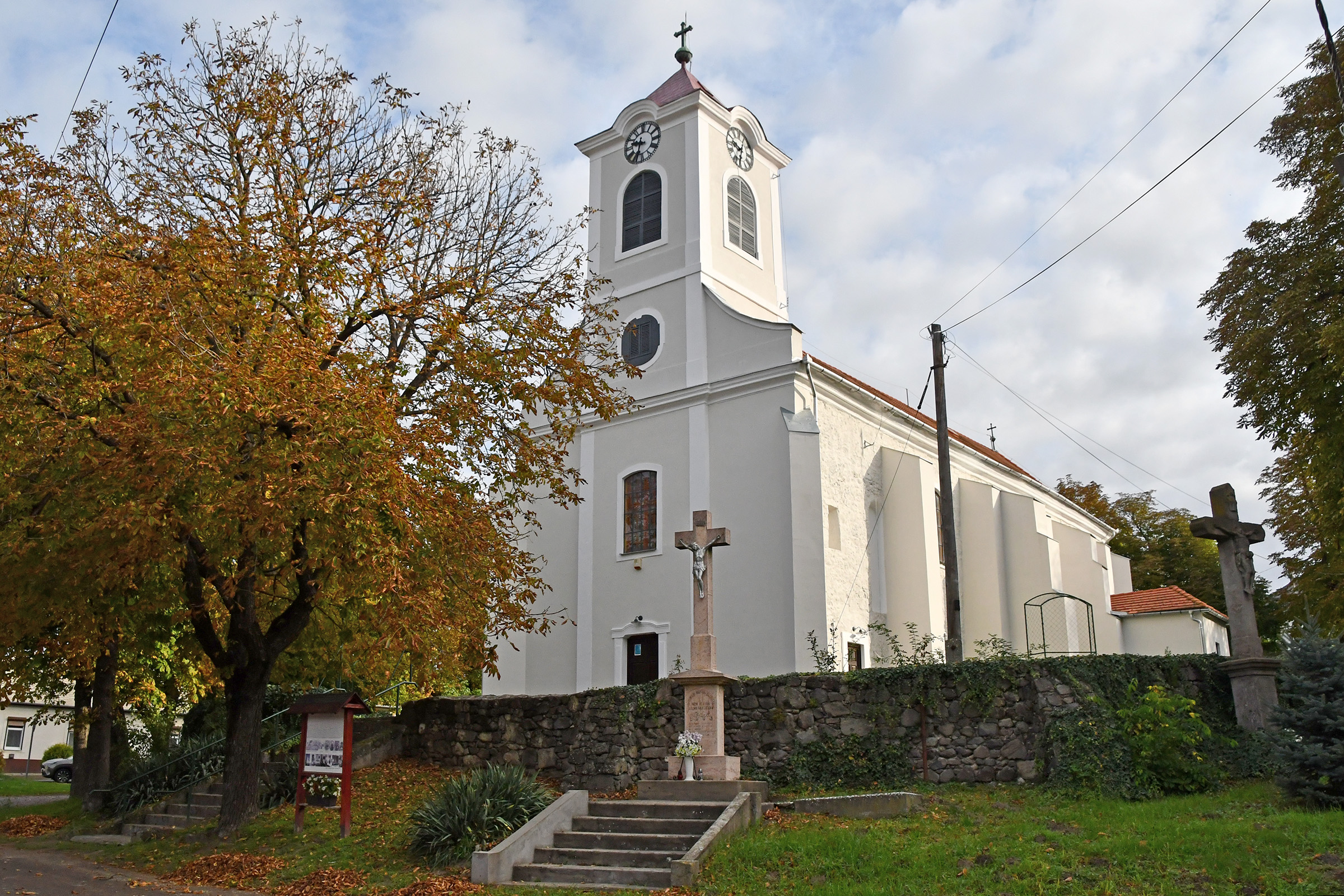
Römisch-katholische Kirche Szent István király

Apc ist eine ungarische Gemeinde im Kreis Hatvan im Komitat Heves.

## Geografische Lage
Apc liegt in Nordungarn, 52 Kilometer südwestlich des Komitatssitzes Eger, 14 Kilometer nördlich der Kreisstadt Hatvan, am Fluss Zagyva und am Fuß des östlich gelegenen ehemalig vulkanischen 397 Meter hohen Berges Somlyó. Nachbargemeinden sind Jobbágyi, Rózsaszentmárton, Petőfibánya und Zagyvaszántó.

## Geschichte
Archäologische Funde beweisen, dass Apc schon in der Bronzezeit bewohnt war. Die Geschichte des Dorfes reicht bis ins Zeitalter der Árpáden zurück. Zu Beginn des 14. Jahrhunderts wird es im Zusammenhang mit der Abführung von Steuern urkundlich erwähnt. Auch vom Mongolensturm blieb der Ort nicht verschont.
Im Jahr 1913 gab es in der damaligen Großgemeinde 387 Häuser und 2287 Einwohner auf einer Fläche von 3550 Katastraljochen. Sie gehörte zu dieser Zeit zum Bezirk Hatvan im Komitat Heves.

## Gemeindepartnerschaft
Apc ist seit 1993 mit der mittelfränkischen Gemeinde Winkelhaid verpartnert.

## Klima
Das Klima ist gemäßigt kontinental. Höchsttemperaturen über 34° C im Juli, Mindesttemperaturen unter minus 11° C im Januar. Der durchschnittliche Niederschlag im Jahr übersteigt kaum 600 mm.

## Sehenswürdigkeiten
- 1848er-Denkmal mit Sándor-Petőfi-Statue, erschaffen 1948 von András Juhász
- Freiheitsstatue (Szabadság-szobor) aus dem Jahr 1896
- Naturlehrpfad (Somlyó Hegyi Tanösvény)
- Römisch-katholische Kirche Szent István király, ursprünglich erbaut im 15. Jahrhundert
- Schloss Szent-Ivány (Szent-Ivány kastély), erbaut 1876
- Weinberge der Umgebung

## Verkehr
In Apc treffen die Landstraßen Nr. 2404 und Nr. 2405 aufeinander, gut ein Kilometer westlich der Gemeinde verläuft die Hauptstraße Nr. 21. Der Bahnhof Apc-Zagyvaszántó ist angebunden an die Eisenbahnstrecke von Hatvan nach Somoskőújfalu.